# Hoya ariadna
Hoya ariadna ist eine Pflanzenart der Gattung der Wachsblumen (Hoya) aus der Unterfamilie der Seidenpflanzengewächse (Asclepiadoideae).

## Merkmale
Hoya ariadna ist eine ausdauernde krautige Pflanze, die kletternd wächst. Die vergleichsweise dicken Triebe sind dicht borstig behaart. Die gegenständigen Blätter sind gestielt. Die dicken, behaarten Stiele messen 1 bis 2 cm in der Länge. Die dicken ledrigen bis fleischigen Blattspreiten sind länglich-elliptisch und 7,5 bis 10 cm lang (3 bis 4 Zoll), und etwa 5 cm (zwei Zoll) breit. Sie sind an der Basis gerundet, am Apex gerundet, meist mit kleiner Spitze. Die mit einer wachsartige Schicht überzogene Oberseite ist hellgrün mit glänzender, kahler Oberfläche. Die Ränder und die Spitze sind umgebogen. Auf der Oberseite ist die Mittelrippe grubig eingesenkt, auf der Unterseite deutlich erhaben hervor tretend. Die Blattnervatur ist deutlich ausgeprägt.
Der Blütenstand steht waagrecht oder hängt leicht über. Es sind 6 bis 10 Blüten pro Blütenstand ausgebildet. Die Oberseite des Blütenstandes ist gewölbt. Der Blütenstandsstiel ist kurz, dick und flaumig behaart. Die Blütenkrone misst bis 3,5 cm (1½ Zoll) im Durchmesser. Die Blütenkrone ist flach becherförmig. Die dreieckigen Kronblattzipfel sind deutlich nach oben gebogen. Sie sind dreieckig bis leicht eiförmig und zugespitzt. Die Oberseite ist weißlich-gelblich, grünlich-gelblich, hellorange bis dunkelorange gefärbt. Die Ränder und die Spitzen der Zipfel sind etwas heller gefärbt. Die Unterseiten sind grünlich bis grünlich-gelblich. Die Oberseite ist kahl und glänzend. Die Nebenkrone ist im Zentrum rötlich, die Zipfel der Nebenkrone sind gelblich und breit und apikal gerundet. Die inneren Fortsätze sind spitz zulaufend.
Die Pollinia sind ungeflügelt, haben also keine seitliche häutige Membran. Das Corspusculum ist birnenförmig mit einer Spitze auf der breit gerundeten Oberseite. Die Caudiculae (Translatorarme) bestehen aus zwei Elementen eines dunklen Materials, die durch eine transparente Membran miteinander verbunden sind, und die sich über die gesamte Länge der Caudiculae erstreckt.
Die Früchte sind bis etwa 23 cm lang (9 Zoll).

## Geographische Verbreitung und Habitat
Die Art ist bisher nur sicher von den Molukken bekannt. Sie kommt dort in tropischen Regenwäldern vor.

## Taxonomie
Das Taxon wurde 1844 von Joseph Decaisne im 8. Band von de Condolle's Prodromus Systematis Naturalis Regni Vegetabilis aufgestellt. Es basiert im Wesentlichen auf dem Exemplar, das Georg Eberhard Rumpf beschrieben hat. Der Holotypus von Hoya ariadna stammt von der Insel Ambon (Prov. Maluku, Indonesien).
2001 stellten David Kleijn und Ruurd van Donkelaar Hoya ariadna Decaisne (1844) und auch Hoya sussuela (Roxb.) Merr. (1917) in die Synonymie von Hoya coronaria Blume (1827).
Das Taxon Hoya coronaria wurde 1827 von Karl Ludwig von Blume aufgestellt. Kleijn und Donkelaar bestimmten 2001 das Exemplar L 898.168-121 zum Lectotypus. Ein weiterer Isotypus hat die Nr. L 898.168-128. Die beiden Exemplare stammen von der Insel Java.
Wanntorp (2009) und Wanntorp et al. (2011) führen Hoya ariadna und Hoya coronaria wiederum als eigenständige Arten, ebenso Surisa Somadee und Jens Kühne (2011). Nach Wanntorp und Wanntorp et al. bildet Hoya ariadna zusammen mit Hoya affinis und Hoya ciliata ein kleines Monophylum.